# Герой и Ужас
«Герой и Ужас» (вариант перевода «Герой и Монстр») — кинофильм, американский криминальный боевик с Чаком Норрисом по книге Майкла Блоджетта.

## Сюжет
Полицейский Дэнни О’Брайен (Чак Норрис) чудом остался жив при задержании маньяка-душителя Саймона Муна по прозвищу «Ужас» (Джек О’Халлоран). За это дело пресса прозвала его «Героем». В кошмарных снах Дэнни вновь и вновь возвращается в этот страшный день. Проходит несколько лет, Дэнни прошёл курс реабилитации и уже начал забывать о Муне, но вдруг эти навязчивые сны опять начинают его тревожить. И не случайно, оказалось, что «Ужас» сбежал из клиники и нашёл себе новое логово в Лос-Анджелесе — где-то в недрах недавно перестроенного театра. Его жертвами уже стали несколько женщин, а затем и старый друг Дэнни. Герой вновь выходит на след «Ужаса».

## В ролях
- Чак Норрис — Дэнни О’Брайен
- Бринн Тайер — Кэй
- Стив Джеймс — Робинсон
- Джек О'Халлоран — Саймон Мун
- Джефри Крамер — Дуайт
- Рон О'Нил — мэр
- Мёрфи Данн — управляющий театром
- Хизер Блоджет — Бетси
- Тони ДиБенедетто — Добени
- Билли Драго — доктор Хайвотер
- Джо Гузальдо — Компелли
- Питер Миллер — Чиф Бриджес
- Карен Уиттер — Джинджер
- Лорри Голдмэн — агент Джинджер
- Кристин Вагнер — доктор
- Франсетт Майс — владелец бутика
- Билл Харрис — интервьюер
- Брэнскомб Ричмонд — Виктор
- Мелани Нобл — Гарриэт